# Ghiacciaio Fang
Il ghiacciaio Fang è un ghiacciaio lungo circa 7 km situato nella parte occidentale dell'isola di Ross, nella regione centro-occidentale della Dipendenza di Ross, in Antartide. Il ghiacciaio, il cui punto più alto si trova a circa 2800 m s.l.m., si trova in particolare vicino al cratere principale del monte Erebus, sul suo lato nord, dove fluisce verso nord-ovest costeggiando il versante sud-occidentale della cresta Fang.

## Storia
Il ghiacciaio Fang è stato mappato durante la spedizione Terra Nova, condotta dal 1910 al 1913 e comandata da Robert Falcon Scott, ad opera di Frank Debenham, il quale lo battezzò così in associazione con la sopraccitata cresta Fang, che a sua volta lo stesso Debenham aveva così chiamato in virtù della sua forma ricurva: in inglese, infatti, "fang" significa "zanna".